# 阿其哥螈属
先驅螈屬（學名：Archegosaurus）又音譯為阿其哥螈屬，是离片椎目之下先驱螈科的模式属，包含一支生活在二叠纪早期至中期的大型全水生两栖动物，体长可达3米，以鱼类为主食。化石發現於捷克、德国和印度，至少在德国發現了90具不完整的骨骼化石（多為頭顱骨）。通过對先驅螈的新陈代谢、氣體交換、滲透壓調節及消化進行研究後發現，相比蝾螈一類的現代水生兩棲動物，牠們和魚類更為近似。

## 下屬物種
先驅螈屬 Archegosaurus
1. 德興氏先驅螈 A. decheni Goldfuss, 1847：正模產自德国莱巴赫的阿瑟尔期地层[3]
= A. dechenii Goldfuss, 1847（替代拼寫）
= A. medius Goldfuss, 1847（異名）
= A. minor Goldfuss, 1847（異名）
2. 無蹤先驅螈 A. dyscriton (Steen, 1938)：僅發現於捷克科什佳洛夫的阿瑟尔期地层[4]
= Memonomenos dyscriton Steen, 1938（基原異名）
3. A. latifrons Geinitz et Deichmüller, 1882：僅發現於德国 Niederhäslich 的萨克马尔期地层[5]

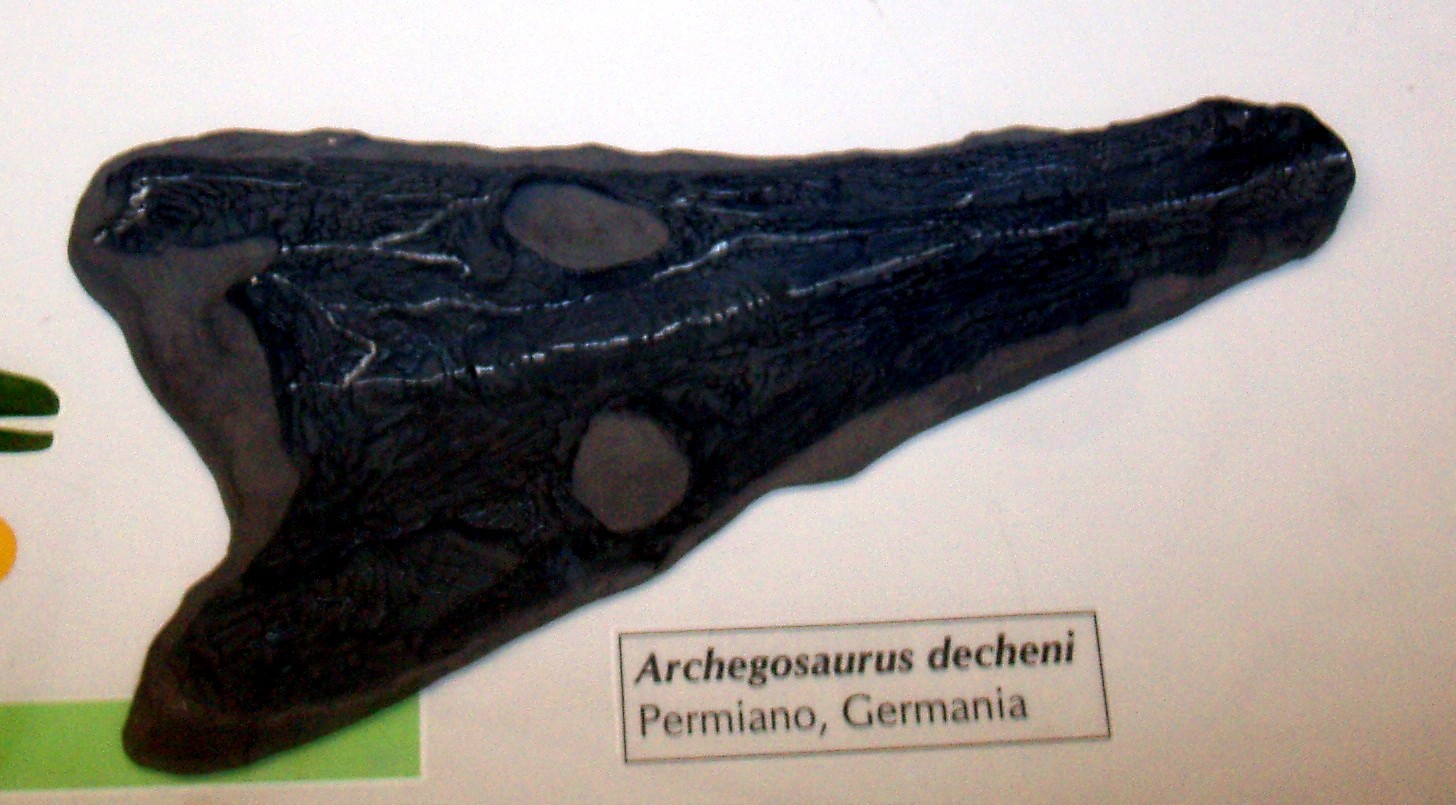
德興氏先驅螈的頭骨復原模型